# Machaquilá
Machaquilá és un jaciment arqueològic maia del període clàssic, que arribà a la màxima esplendor al s. IX; es troba a 45 km al nord-est de Cancuén i a 30 km a l'est de Ceibal, en la República de Guatemala.
El lloc destaca per les seues esteles (23), altars (6), plafons (7) i escalinates jeroglífiques; té 9 places amb edificis cerimonials i un complex residencial al sud. Com una cosa excepcional en una ciutat de la seua importància, no s'hi ha documentat cap camp de joc de pilota.
Al voltant de Machaquilá, hi ha nombrosos llocs menors, així com les coves de San Miguel, amb evidència d'ocupació des del preclàssic fins al postclàssic primerenc. Els llocs d'Esquipulas, El Pueblito i Achiotal tenen grups E i camps de joc de pilota, tot i que els experts no creuen que hagi sigut un estat regional, hi ha documentades relacions entre El Pueblito i Machaquilá durant el clàssic tardà, així com amb Ceibal i Cancuén, pel riu Machaquilá, un dels afluents principals del riu La Pasión.